# سفيتلانا ستالين
سفيتلانا ستالين (بالجورجية: სვეტლანა იოსებინა სტალინა; بالروسية: Светла́на Ио́сифовна Сталина; بالإنجليزية: Svetlana Alliluyeva, Lana Peters) (28 فبراير 1928 - 22 نوفمبر 2011) هي أصغر أبناء رئيس الاتحاد السوفيتي السابق جوزيف ستالين والبنت الوحيدة له، خلقت سفيتلانا ضجة دولية أثر انشقاقها عن الاتحاد السوفييتي وذهابها إلى الولايات المتحدة الأمريكية عام 1967 حيث حصلت عن الجنسية هناك.

## وفاتها
توفيت في 22 نوفمبر 2011 في الولايات المتحدة، التي كانت قد أدانت النظام الشيوعي بعد فرارها إلى الغرب أثناء الحرب الباردة.

## سيرتها الذاتية
فرّت سفيتلانا إلى الولايات المتحدة عام 1967 أثناء زيارة إلى الهند، بمساعدة وكالة المخابرات المركزية الأمريكية، حيث ذهبت إلى الهند من أجل نثر رماد جثة حبيبها الشيوعي الهندي بريجيش سينغ، وستعود بعدها إلى الإتحاد السوفيتي، إلا أنها توجهت إلى السفارة الأمريكية في الهند وطلبت اللجوء السياسي.
وكتبت سفيتلانا مذكرات لاقت رواجاً كبيراً تحت عنوان «20 رسالة إلى صديق»، استطاعت أن تحصل من ورائها على دخل يفوق المليون ونصف مليون دولار.
وقالت عن والدها في مذكراتها «كان رجلاً بسيطاً جداً، وقحاً جداً وقاسياً جداً. كان يحبني ويريدني أن أصبح ماركسية متعلمة».
وكانت سفيتلانا تعاني من أزمة هوية، وقالت «الناس هنا يقولون هذه ابنة ستالين، إذن هم يتصورون أنني أحمل رشاشاً وأعتزم قتل الأمريكيين. أو يقول البعض لقد جاءت إلى أمريكا هي إذن أمريكية، ما يعني أنني مع إلقاء قنابل على أشخاص في مكان ما. الموضوع أعقد من هذا، وهو صعب الفهم».
وقد صورت المخرجة لانا بارشينا فيلماً عن حياة سفيتلانا التي «تليق برواية روسية» كما وصفتها صحيفة نيويورك تايمز.
وقالت سفيتلانا في الفيلم أنها ندمت على استقرارها في الولايات المتحدة وكان يجب أن تستقر في بلد محايد كسويسرا، إلا أنها عادت وسحبت هذا التصريح في مقابلة لاحقة مع إحدى الصحف، وقالت «أنا سعيدة هنا» وأضافت «أينما ذهبت، إلى سويسرا أو الهند أو أي جزيرة نائية سأبقى سجينة اسم والدي».
وكان عمر سفيتلانا ست سنوات حين انتحرت والدتها، ولكنها لم تعلم بذلك بل قيل لها إن والدتها كانت مريضة.
وقُتل شقيقها ياكوف خلال الحرب العالمية الثانية عام 1941، حيث وقع في الأسر ورفض والدها مبادلته بجنرال ألماني، بينما توفي شقيقها الآخر فاسيلي في موسكو في عام 1962.
ودرست سفيتلانا التاريخ بتوجيه من والدها عوضا عن الفن الذي كان اهتمامها الحقيقي. وقد نفى والدها حبيبها الأول، وهو مخرج أفلام، إلى سيبيريا. وأصبحت سفيتلانا مترجمة فيما بعد وقامت بتدريس الأدب واللغة الإنجليزية. وقد تزوجت 3 مرات في حياتها، وتركت وراءها إبناً وبنتاً.

## معرض صور

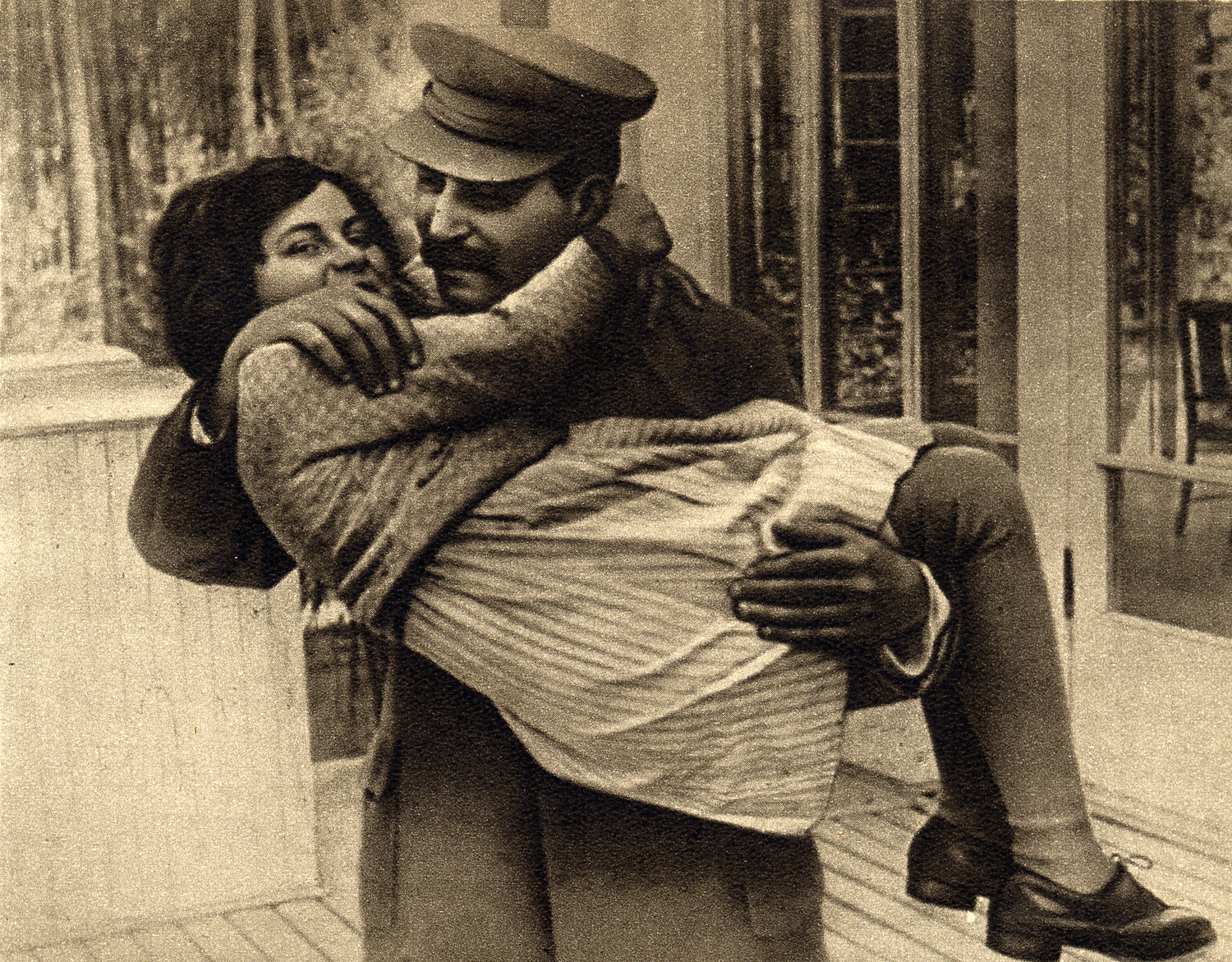
سفيتلانا مع والدها جوزيف ستالين عام 1935
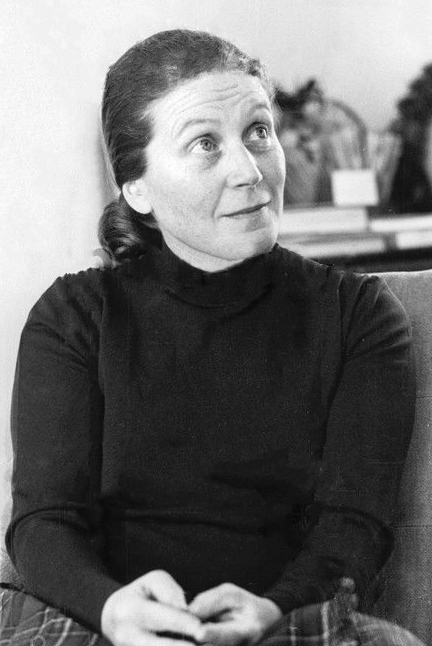
سفيتلانا عام 1970

## روابط خارجية
- سفيتلانا ستالين على موقع الموسوعة البريطانية (الإنجليزية)
- سفيتلانا ستالين على موقع مونزينجر (الألمانية)